# 梁聚
梁聚，山西太谷人，明朝政治人物。举人出身。
永樂元年，參加癸未科鄉試中舉，后任汲縣訓導。